# Atoposmia daleae
Atoposmia daleae är en biart som först beskrevs av Michener 1951.  Atoposmia daleae ingår i släktet Atoposmia och familjen buksamlarbin. Inga underarter finns listade i Catalogue of Life.